# Ram (carro armato)
Il Ram ("ariete" in inglese) era un carro armato incrociatore canadese costruito su meccanica M3.
La versione originale del carro fu utilizzata per l'addestramento delle truppe, e non fu mai utilizzata in battaglia. Furono invece ampiamente utilizzate alcune versioni modificate, come il veicolo per trasporto truppe Kangaroo. 
Alcuni Ram avrebbero dovuto equipaggiare i battaglioni carri nell'operazione Overlord ma furono sostituiti poco prima dello sbarco dagli M4 Sherman.
Dal Ram fu derivato un semovente d'artiglieria da 87 mm, il Sexton.

## Storia
Nel 1936 la situazione politica internazionale andava peggiorando, e la possibilità di una nuova guerra andava crescendo. Per questo motivo il Canada decise di dotarsi di unità corazzate, di cui era ancora sprovvisto. Fino a quella data si era ritenuto inutile dotarsi di tali mezzi, nella convinzione che, in caso di guerra, il Regno Unito avrebbe provveduto a fornire i carri armati alla eventuale forza di spedizione canadese. Inoltre, la possibilità di costruire localmente i carri fu subito scartata, data la ridotta dimensione degli arsenali canadesi.
Tuttavia, allo scoppio della seconda guerra mondiale la produzione di carri armati nel Regno Unito era ridotta, ed insufficiente persino a coprire il fabbisogno dei britannici. Inoltre risultava impossibile acquistare veicoli dagli Stati Uniti, poiché le industrie statunitensi erano ancora impreparate a costruire grandi quantità di carri armati, e tutta la produzione era destinata principalmente agli inglesi. Per questo motivo il Canada decise di produrre localmente dei carri armati. La Montreal Locomotive Works, sussidiaria della statunitense American Locomotive Company, fu trasformata in arsenale di produzione di carri. Inizialmente furono prodotti i britannici Valentine, molti dei quali furono successivamente forniti all'Unione Sovietica. Anche se i Valentine utilizzavano molte componenti prodotte negli Stati Uniti, la limitata disponibilità di piastre di corazzatura rallentava la produzione.

### Sviluppo e produzione

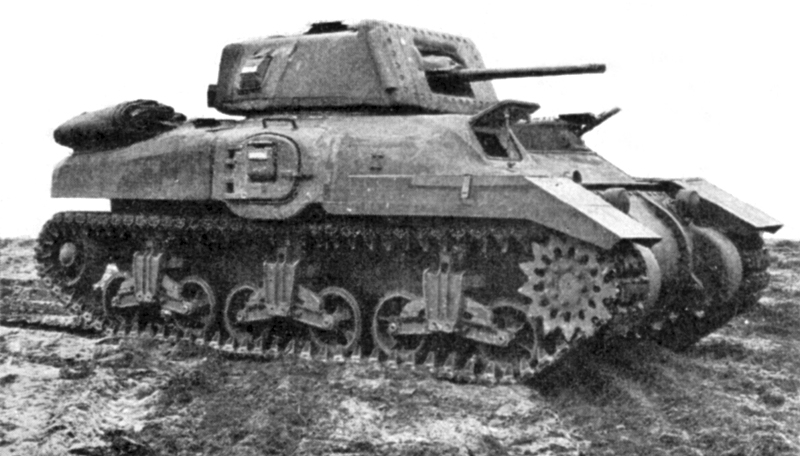
Ram Mk. I

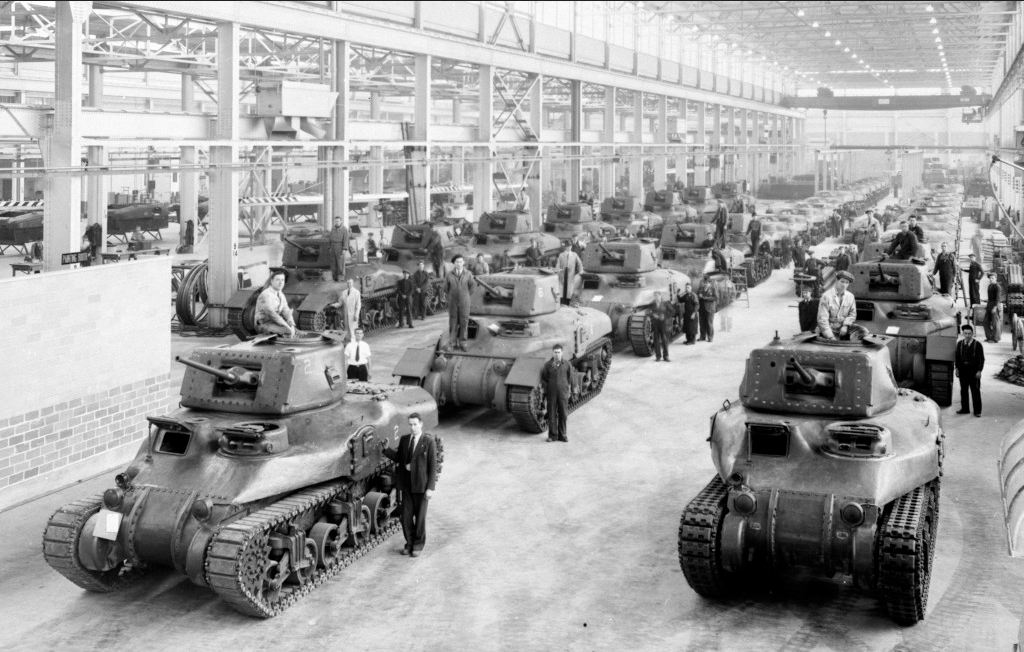
Carri armati d'assalto Ram presentati nella fabbrica di Montreal Locomotive Works.

I canadesi si interessarono perciò alla possibilità di produrre il carro americano M3 Lee. Il colonnello F.F. Worthington — comandante delle forze corazzate canadesi, e principale promotore del loro sviluppo — insieme ad altri ufficiali dell'esercito canadese, era convinto che il Canada avrebbe potuto produrre un carro armato migliore dell'M3. Si decise, quindi, di mantenere l'ottima meccanica dell'M3, ma di disegnare una nuova sovrastruttura da dotare di armamenti e configurazioni tipiche dei carri britannici, quali la guida a destra e una torretta per mitragliatrice.
Il nuovo scafo, ottenuto per fusione, era meglio corazzato ed in grado di sostenere una torretta più grande; inoltre era più basso rispetto all'originale M3. Anche se fu suggerita l'installazione di un cannone 75 mm, la torretta fu costruita per ospitare un Ordnance QF 6 lb britannico. Siccome questo cannone non fu immediatamente disponibile, i primi esemplari di Ram, denominati Mk. I (55 in totale), furono equipaggiati con cannoni 2 libbre.
Il primo prototipo fu completato nel giugno 1941. La produzione del Ram Mk. I iniziò nel novembre dello stesso anno. Questo modello era provvisto di portelloni laterali e di una torretta supplementare, installata anteriormente, dotata di mitragliatrice. Queste caratteristiche furono abbandonate nei modelli successivi. Nel gennaio 1942 iniziò la produzione del Ram Mk. II che proseguì fino al luglio 1943. La produzione fu interrotta quando le truppe, sia canadesi che britanniche, decisero di adottare il carro M4 Sherman. La produzione totalizzò 1948 veicoli prodotti, compresi 84 nella versione di veicoli d'osservazione per artiglierie.

### Impiego operativo

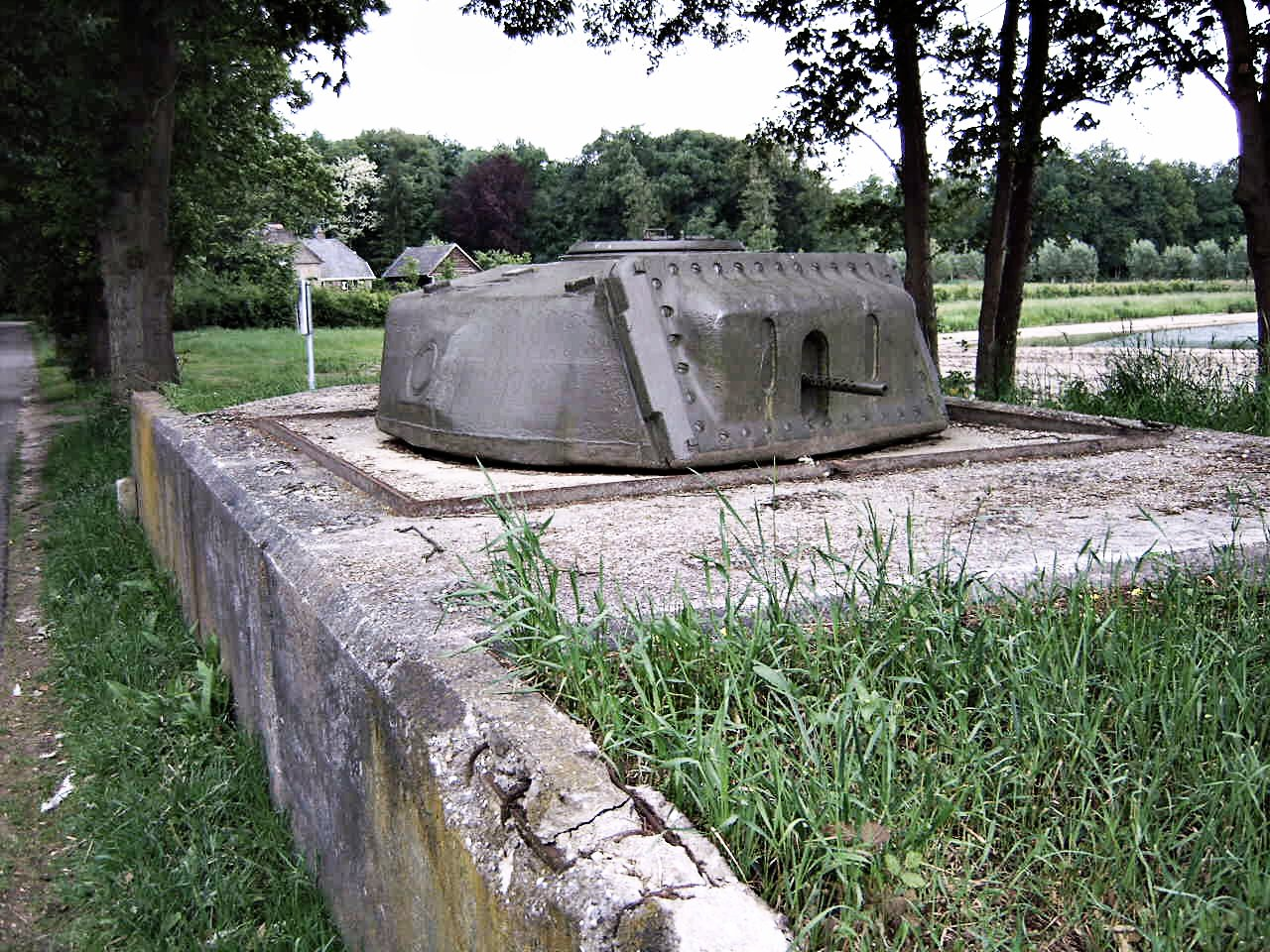
Un Ram, ancora presente nel 2007, utilizzato come postazione fissa nella IJssel Line

Le prime due divisioni canadesi dotate di carri Ram, la 4º e la 5º Armoured Division, furono dislocate in Gran Bretagna a metà del 1942. Il Ram non fu mai utilizzato in combattimento nella versione originale. Fu utilizzato unicamente per l'addestramento truppe fino a metà del 1944. Un certo numero di esemplari fu modificato in varie versioni (vedi sotto) ed utilizzato sui campi di battaglia europei; le modifiche venivano apportate direttamente dalle officine al fronte.
Nel 1945 l'Esercito dei Paesi Bassi ottenne dal Canada il permesso di entrare gratuitamente in possesso di tutti i Ram presenti nei magazzini militari in territorio olandese. I Ram non ancora convertiti in Kangaroo (versione trasporto truppe del Ram), furono utilizzati dalla prime unità corazzate olandesi, il 1º e il 2º Battaglione Carri (1e en 2e Bataljon Vechtwagens). L'organico nominale era di 53 carri per battaglione; in realtà lo stato di manutenzione dei Ram era piuttosto basso e non fu possibile rimetterli tutti in condizione di operare.
Nel 1947 il Regno Unito fornì all'Esercito dei Paesi Bassi un altro gruppo di 44 Ram in discreta condizione. Di questi, 40 erano stati forniti del cannone britannico da 75 mm, 4 erano nella versione di veicolo d'osservazione per artiglieria. Il numero di Ram operativi nell'Esercito dei Paesi Bassi saliva a 73, inclusi 2 Ram Mk.I. Nel 1950 solo 50 di questi erano ancora operanti. Negli anni '50 alcuni Ram furono riutilizzati come torretta statica nel gruppo di fortificazioni della IJssel Line; i loro scafi furono sotterrati e ricoperti di cemento, lasciando emergere solo le torrette.

## Tecnica

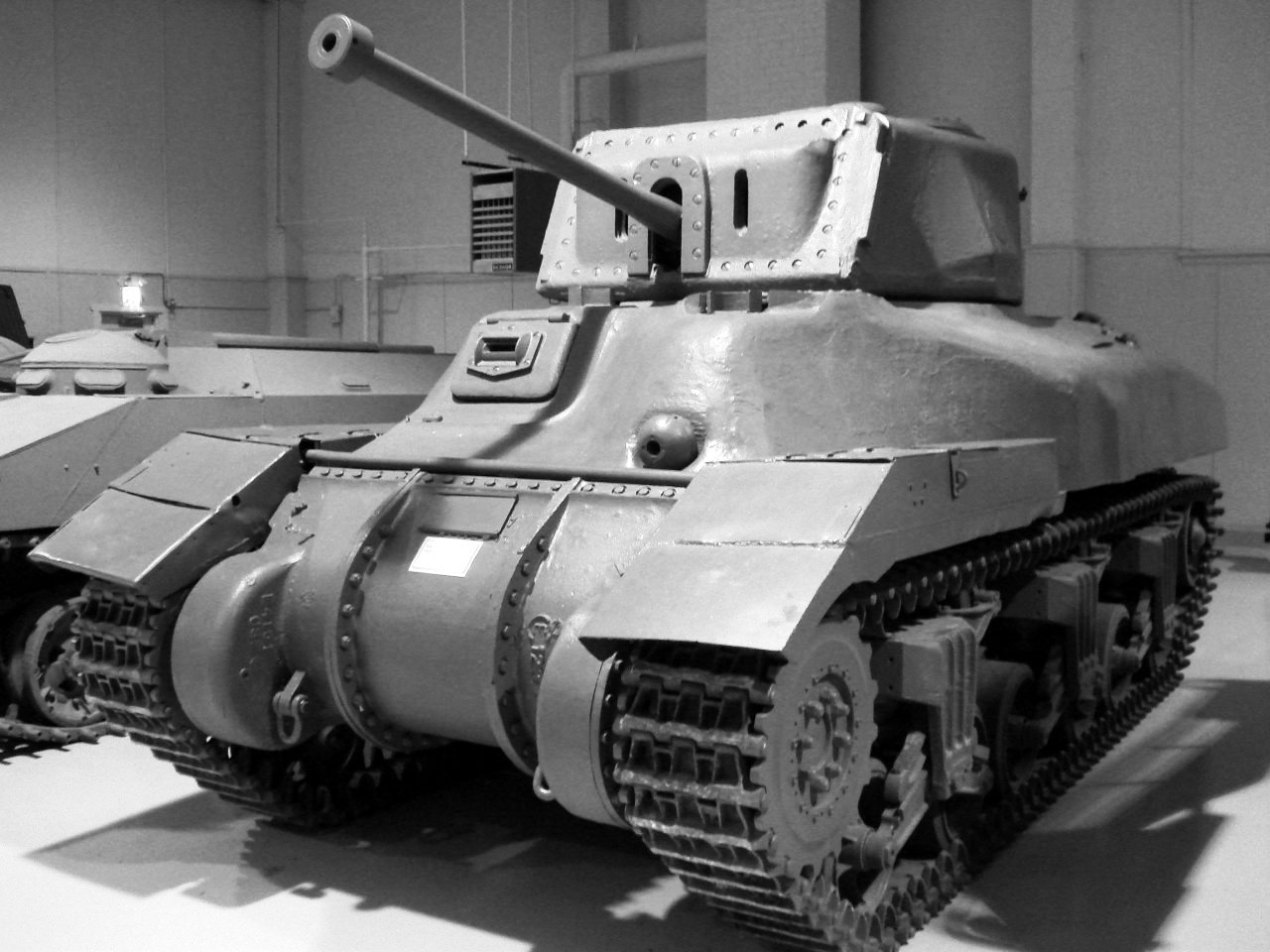
Ram Mk. II, tarda produzione. Si può notare l'assenza della torretta ausiliaria anteriore e dei portelloni laterali. Il cannone installato è un 6 libbre Mk. V, distinguibile per la presenza del contrappeso.

Il Ram fu progettato e costruito senza una grande esperienza operativa alle spalle; nonostante ciò, il carro si dimostrò affidabile, di facile manutenzione e senza grandi difetti. Non fu quindi mai necessario apportare radicali cambiamenti. Tuttavia, durante il periodo di produzione furono apportate numerose modifiche, mano a mano che i primi esemplari entravano in servizio e i tecnici britannici suggerivano soluzioni basate sull'esperienza di combattimento dei loro carri.
Il Ram era basato sul telaio del carro americano M3 Lee. Di questo conservava inoltre il motore radiale Wright R-975 (9 cilindri raffreddato ad aria ), la trasmissione (dotata di 5 marce più la retro ) e le sospensioni a molloni verticali.
Dall'M3 ereditò anche i portelloni laterali installati sulle fiancate. Essi garantivano una rapida via di fuga all'equipaggio e facilitavano il rifornimento di munizioni. Tuttavia indebolivano la corazzatura laterale, e complicavano la produzione. Perciò furono eliminati nei Ram di tarda produzione.
Lo scafo e la torretta erano ottenuti per fusione e totalmente diversi dall'M3. La torretta era lievemente spostata verso destra rispetto all'asse centrale del carro; il meccanismo di rotazione, sia manuale che idraulico, era copiato dall'M3.
Nei primi 55 veicoli, denominati Ram Mk. I, il cannone installato era un 2 libbre; successivamente fu installato il più potente 6 libbre Mk. III. Nei Ram di produzione tarda questo fu sostituito dal 6 libbre Mk. V, distinguibile per la presenza del contrappeso di volata. La riserva di munizioni era pari a 92 proiettili. L'arma era dotata del medesimo girostabilizzatore già usato dall'M3 , funzionante solo in elevazione. Il meccanismo di elevazione ed installazione nel carro del 6 libbre fu riprogettato dalla Montreal Locomotive Works; in definitiva il Ram aveva una capacità di controllo dell'arma superiore ai carri britannici dell'epoca.
Nel 1943 si prese in considerazione la possibilità di dotare il Ram del cannone 75 mm; l'arma venne installata a titolo di prova su di un Ram. I test diedero esito positivo; nonostante ciò non si proseguì nell'opera di sostituzione del 6 libbre. Non vi sono informazioni ufficiali sul perché di questa interruzione, ma è probabile che il 75 mm fosse troppo grande per la piccola torretta del Ram, all'interno della quale già il cannone 6 libbre risultava molto ingombrante.
Il Ram era dotato di due mitragliatrici: una coassiale ed una installata in una torretta situata nella parte anteriore sinistra del veicolo. Quest'ultima era maneggiabile solo in direzione verticale, mentre era possibile ruotare tutta la torretta fra 120º a sinistra e 50º a destra. Il mitragliere che maneggiava l'arma era seduto su di un appoggio rotante, incernierato al fondo del carro. La torretta fu rimossa nei Ram di tarda produzione, e sostituita con una mitragliatrice calibro .30 installata in sfera. 
Era anche possibile installare una mitragliatrice per la difesa antiaerea al di sopra della torretta; questa soluzione fu raramente adottata.
Rispetto all'M3, sul Ram la posizione del guidatore venne spostata a destra, per conformarsi con le abitudini delle truppe britanniche e del Commonwealth.
Il progetto del Ram conteneva alcune caratteristiche avanzate rispetto ai carri armati britannici dell'epoca. Una di queste era l'inserimento del cannone su una piastra frontale, saldata alla torretta: ciò rendeva molto facile l'eventuale sostituzione del cannone. Su altri carri armati dell'epoca l'installazione di un nuovo tipo di cannone richiedeva la completa riprogettazione della torretta.
Nel Ram I vi erano due periscopi: uno a disposizione del capocarro e un altro a disposizione dell'artigliere. Nel Ram II il periscopio dell'artigliere fu rimosso e sostituito con un ventilatore a fungo.
I primi esemplari di Ram utilizzavano cingoli di progettazione americana, gli stessi utilizzati dal carro M4 Sherman. Successivamente questi furono sostituiti con i Canadian Dry Pin, cingoli di progettazione canadese, più leggeri, meno costosi e che dimostrarono di essere molto efficaci.
|            | Scafo [mm]    | Torretta [mm] |
| ---------- | ------------- | ------------- |
| Anteriore  | 44.5          | 89            |
| Naso       | 38            |               |
| Lati       | tra 38 e 68.5 | 68.5          |
| Ventre     | 25            |               |
| Posteriore | 38            | 38            |
| Superiore  | tra 38 e 76   |               |

## Curiosità
- Sebbene non direttamente implicato nella progettazione del Ram, l'interesse del comandante F.F. Worthington per questo carro, insieme all'impegno per lo sviluppo e l'addestramento delle divisioni corazzate canadesi, fu riconosciuto dalle autorità canadesi, che decisero di dedicargli il nome del nuovo mezzo. Lo stemma della famiglia Worthington è infatti un ariete, in inglese Ram.[12]
- Nel 1941 alcuni Ram furono mandati negli Stati Uniti per l'esecuzione di test comparativi con gli M3 Lee. Questi veicoli furono successivamente designati dalle autorità statunitensi come M4A5.[12]
- Molti credono che il progetto del carro armato americano M4 Sherman discenda dal Ram. Ciò non è corretto poiché il primo prototipo di M4 era già stato costruito quando il Ram venne testato negli USA. Solo qualche dettaglio successivamente usato sullo Sherman potrebbe essere derivato dal Ram.[15]

## Esemplari esistenti
In Canada esemplari di carri armati Ram sono in esposizione al Canadian War Museum, al Worthington Park (base militare canadese di Borden - Ontario) e di fronte al Beatty Street Drill Hall a Vancouver.
Altri esemplari di Ram, anche nella versione Kangaroo, sono nella collezione del Bovington Tank Museum.
Un Ram olandese, versione veicolo d'osservazione per artiglieria, è esposto nel Dutch Cavalry Museum in Amersfoort.

## Versioni e varianti

### Versioni di produzione

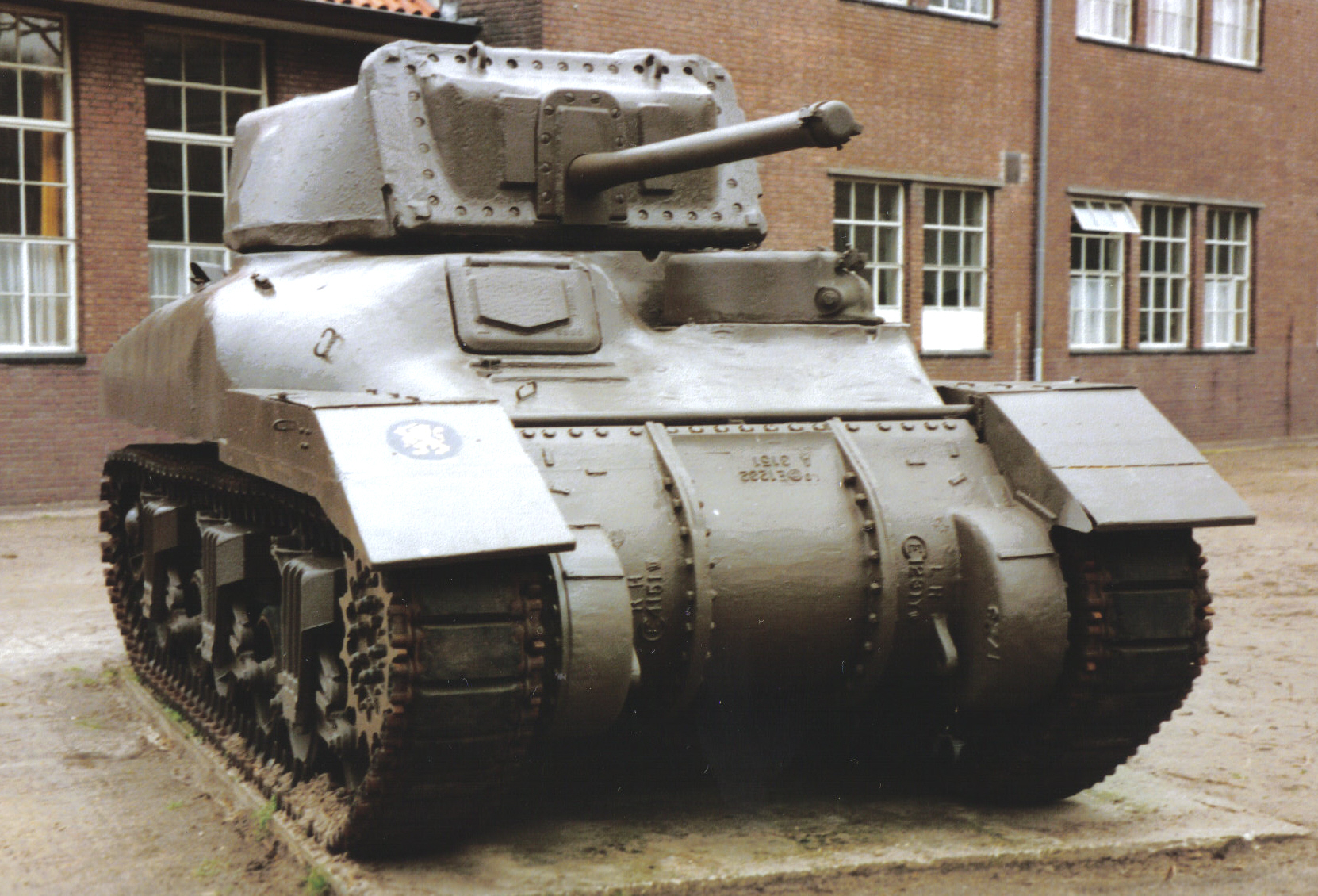
Ram OP ad Amersfoort-Paesi Bassi

Versioni in cui è stato prodotto il Ram:
- Ram Mk. I

Dotato di cannone 2 libbre. Prodotto in 55 esemplari.
- Ram Mk II

Dotato di cannone 6 libbre. Prodotto in 1809 esemplari.
- Ram OP

Veicolo per l'osservazione avanzata (OP, Osservation Post) al servizio dei gruppi di artiglierie semoventi composti da veicoli Sexton. Lo spazio interno fu completamente riorganizzato. Fu aggiunto un telescopio stereoscopico e furono intagliate delle fessure per l'osservazione nella piastra frontale. Il cannone fu rimosso e sostituito con un simulacro; fu installata una coppia di set radio. Il sistema idraulico di rotazione della torretta fu rimosso, e il movimento, solo manuale, di quest'ultima, fu limitato fra +45° e - 45°. L'equipaggio era composto da 6 persone. Prodotto in 84 esemplari nel 1943, fu largamente sul fronte occidentale.

### Versioni modificate

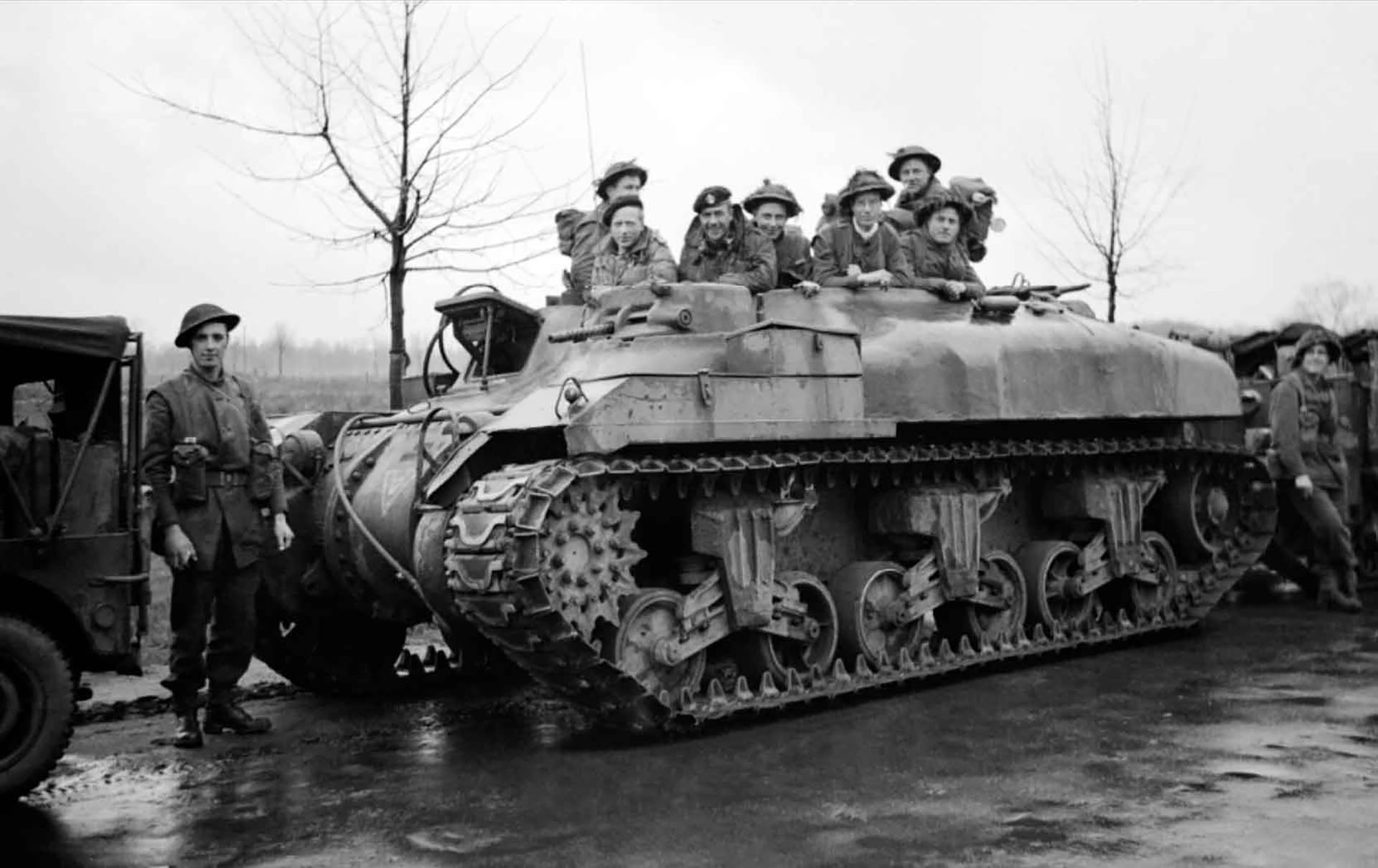
Un Kangaroo realizzato sullo scafo del carro Ram

Veicoli ottenuti modificando le versioni originali del Ram:
- Ram Kangaroo

Veicolo specializzato per il trasporto truppe; 11 posti più 2 di equipaggio. Torretta rimossa. (vedi: Kangaroo) Un piccolo numero di esemplari fu equipaggiato con riflettori da 40 in e furono utilizzati per illuminare le piste degli aeroporti vicini al fronte.
- Ram Badger

Carro dotato di lanciafiamme. I primi Badger erano Ram Kangaroo dotati del lanciafiamme Wasp II, installato al posto della mitragliatrice. Questa versione fu utilizzata dalla 4° Canadian Armoured Brigade durante l'operazione Veritable nel febbraio 1945. Più avanti anche alcuni Ram in versione originale vennero modificati a questo scopo, installando il lanciafiamme al posto del cannone in torretta. Questa versione fu utilizzata dalla 5° Canadian Armoured Brigade nei Paesi Bassi nel marzo 1945.
- Wallaby

Veicolo per il trasporto munizioni, al servizio dei gruppi di artiglierie semoventi Sexton.
- Ram ARV Mk I

Mezzo per il recupero carri (ARV, Armoured Recovery Vehicle) , basato sul Ram Mk.I. Dotato di verricello e di scatole per gli attrezzi montate sulla parte posteriore dello scafo. Non vi sono dati sul numero di Ram I convertiti in questa versione.
- Ram ARV Mk II

Mezzo per il recupero carri (ARV, Armoured Recovery Vehicle) , basato sul Ram Mk.II. Le dotazioni di questa versione erano più articolate rispetto al Mk.I, e fu più largamente usato. La torretta fu rimpiazzata con una sagoma; al suo interno venne installato un verricello elettrico in grado di trascinare 25 tonnellate. Sul retro vi era installata una pala. Non vi sono dati sul numero di Ram II convertiti in questa versione.
- Ram trattore per artiglieria

Veicolo modificato per il traino dei pezzi anticarro 17 libbre.

### Versioni sperimentali
Versioni modificate del Ram rimaste ferme allo stadio di prototipo:
- Ram Engineer Assault Tank

Versione modificata per soddisfare le esigenze dei Royal Engineers, i genieri dell'esercito britannico. Fu realizzato in 2 prototipi e testato insieme ad altri veicoli pensati per il medesimo scopo. Infine fu preferito l'equivalente realizzato sulla base del carro Mk IV Churchill ( il veicolo denominato Churchill AVRE ), perciò il progetto fu abbandonato.
- Ram AA

Veicolo semovente con funzione antiaerea, ottenuto rimuovendo la torretta e rimodellando lo scafo del Ram. Nella nuova configurazione era presente una sovrastruttura aperta che ospitava un cannone antiaereo da 3 o 3,7 in (ovvero da 75 mm o 94 mm). Il progetto, datato 1942-43, fu abbandonato, forse per l'instabilità complessiva del mezzo.

### Varianti

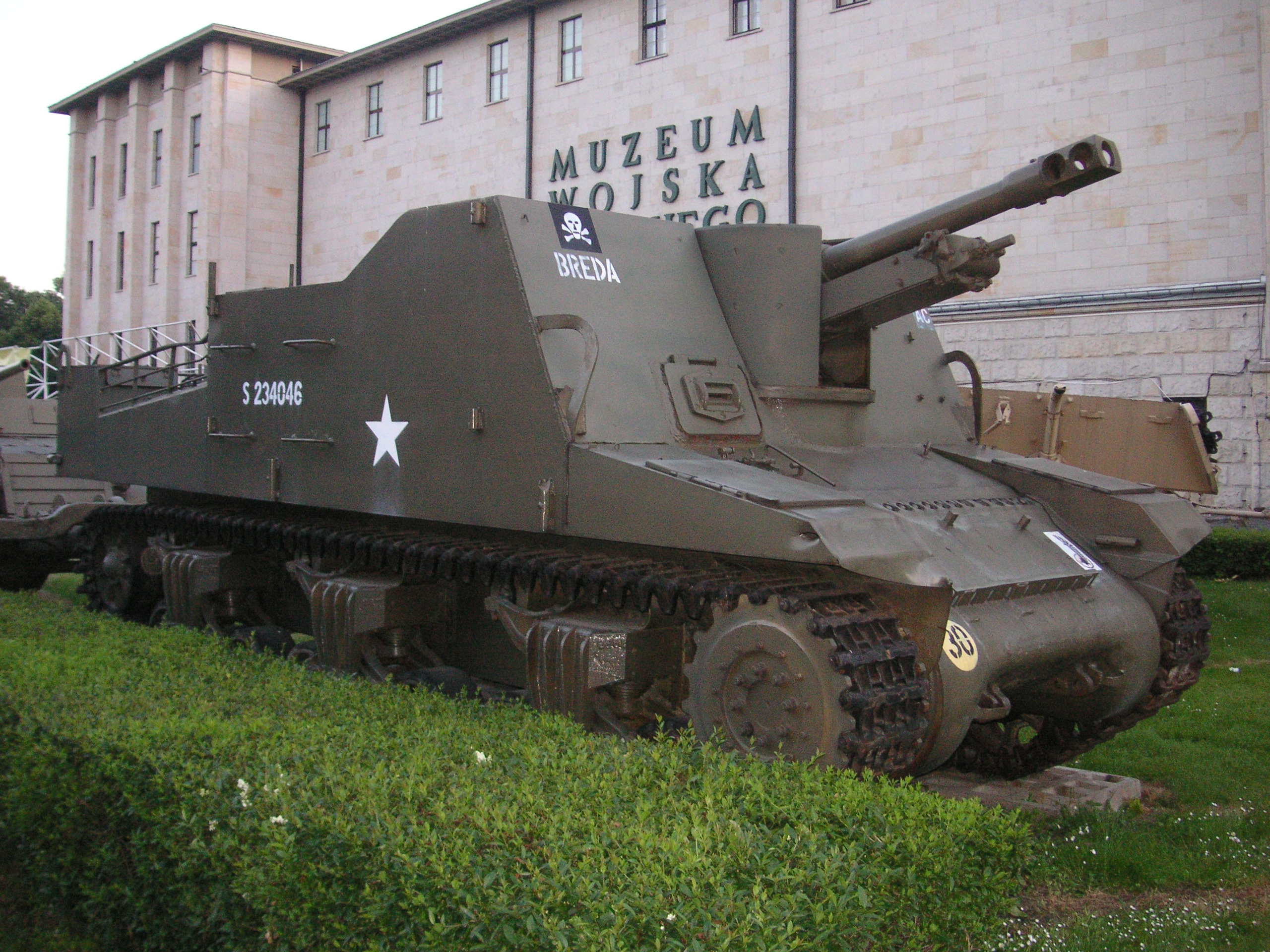
Sexton in mostra in un museo di Varsavia

Veicoli basati su scafo e meccanica Ram:
- Sexton

Artiglieria semovente basata sullo scafo del Ram, armata con cannone 25 libbre montato in sovrastruttura aperta. (vedi: Sexton)